# Helsínquia
Montagem com os principais pontos da capital finlandesa
Helsínquia (português europeu) ou Helsinque (português brasileiro) (em finlandês:  Helsinkiⓘ; em sueco:  Helsingforsⓘ), com mais de 620 mil habitantes, é a capital da República da Finlândia e a maior cidade do país.
É conhecida como a ”Filha do Mar Báltico” ou ”A cidade branca do Norte”.

Está localizada na parte meridional do país, na costa do Golfo da Finlândia, e é uma das mais habitáveis e socialmente desenvolvidas capitais do mundo.

Espalha-se por várias ilhas, entre as quais se encontram Seurasaari, Lauttasaari, Korkeasaari — onde se localiza o maior jardim zoológico da Finlândia — e a ilha fortaleza de Suomenlinna.

É a capital da região de Uusimaa (finlandês: Uusimaa, sueco: Nyland)

Forma uma conurbação com outras três cidades, Espoo, Vantaa e Kauniainen que, no seu conjunto, constituem a chamada Área Metropolitana de Helsínquia, com uma população total de cerca de 1 380 000 habitantes, concentrando um quinto da população do país.

É uma cidade bilingue (tvåspråkig) com o finlandês como língua maioritária (majoritetsspråk).                                                                                                    76% da população fala finlandês como sua língua materna, e 6% utiliza o sueco como primeira língua (2022). 

## História

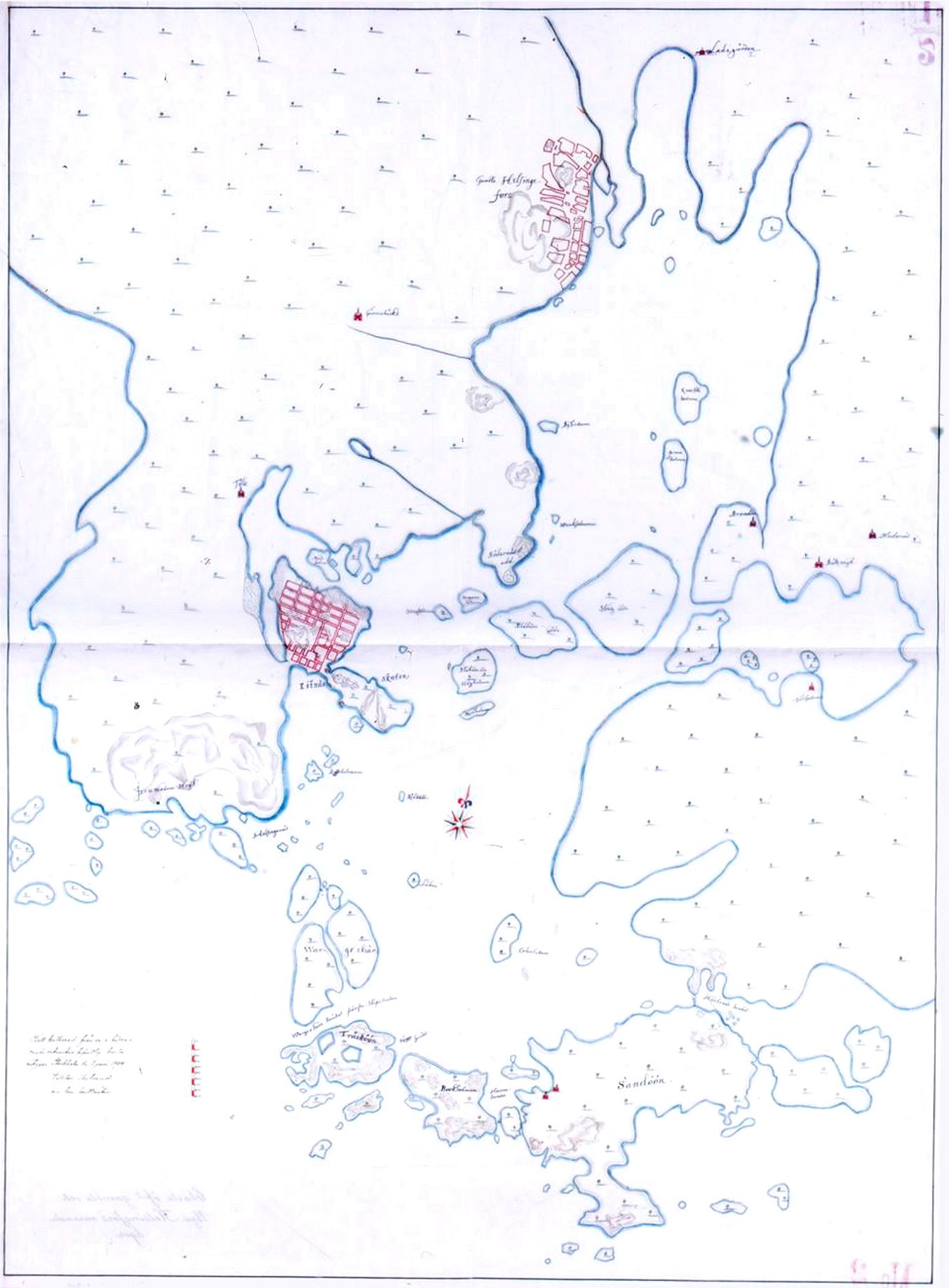
Helsínquia em 1645.

Helsínquia foi fundada em 1550 pelo rei sueco Gustavo I, na foz do Rio Vantaa, como alternativa à cidade de Tallinn, na Estónia.                                
Em 1640, a cidade foi mudada para a sua localização atual, sendo então ainda uma pequena povoação sem grande significado. 
                                                                    
No século XVIII, os suecos construíram a fortaleza de Suomenlinna na tentativa de protegerem a região do expansionismo russo. Na sequência de várias guerras, a Rússia acabou por ocupar a Finlândia e Helsínquia foi elevada em 1812 a capital do Grão-Ducado da Finlândia (1809-1917) pelo czar Alexandre I, imperador da Rússia.
                                                      
Quando o país se tornou independente em 1917, Helsínquia foi escolhida para sede do governo.

## Geografia
A cidade possui alguma aglomeração significante no interior. O município é pouco povoado (2 800 hab/km²) se compararmos com a média da área urbana. No distrito de Kallio chega a 16 494 hab./km2, sendo que a média de Helsínquia é 3 050 hab./km2, capital pouco povoada se compararmos com as demais capitais europeias.
| França      | Paris      | 21 258 hab/km² |
| Reino Unido | Londres    | 5 354 hab/km²  |
| Portugal    | Lisboa     | 5 474 hab/km²  |
| Espanha     | Madrid     | 5 225 hab/km²  |
| Alemanha    | Berlim     | 3 859 hab/km²  |
| Itália      | Roma       | 2 231 hab/km²  |
| Finlândia   | Helsínquia | 2 911 hab/km²  |

### Clima
O clima da cidade é temperado continental. Devido à influência atenuante do Mar Báltico, as temperaturas no inverno são mais elevadas, principalmente em comparação com o interior do país. As médias em janeiro e fevereiro estão próximas de −5 °C. Temperaturas inferiores a −20 °C ocorrem normalmente apenas por uma semana ou duas, no auge da estação. No entanto, devido à latitude, o dia dura menos de seis horas no inverno. No verão, a média da temperatura máxima em junho e em agosto está entre 19 e 21 °C. A temperatura mais alta registrada no centro da cidade foi de 33,2 °C (em 28 de julho de 2019) e a menor foi −34,3 °C (em 10 de janeiro de 1987).

## Economia
A economia da cidade é baseada principalmente nos serviços. A maior parte das grandes empresas finlandesas têm a sua sede na região metropolitana de Helsínquia, devido às ligações internacionais, redes de logística e disponibilidade de mão-de-obra na cidade.
A Região metropolitana de Helsínquia contribui aproximadamente com um terço do PNB da Finlândia. O PNB per capita de Helsínquia é quase o dobro da média do PNB per capita da Finlândia. As principais ações do país estão na Bolsa de Valores de Helsínquia.

### Turismo
O turismo em Helsínquia é amplamente dominado e ligado à cultura. A cidade tem muitos museus como o Museu Nacional (Kansallismuseo), o Museu de Arte Contemporânea (Kiasma), o Museu de Arte Clássica (Ateneum) e o Museu de História Natural.
Além disso, como no resto dos países nórdicos, a arquitetura e o design são de grande importância. O Classicismo inspirou a arquitetura de diversos prédios da cidade, entre os mais conhecidos estão a Catedral e a Universidade de Helsínquia.
A cidade possui uma rica história, marcada por conflitos contra outros povos, principalmente os russos. Na pequena ilha de Suomenlinna (também chamada de Sveaborg), encontra-se a antiga fortificação no localizada no porto da cidade. A fortificação foi construída pelos suecos para defender a Finlândia, especialmente contra os russos.
A configuração subterrânea invulgar tem tornado a igreja Temppeliaukio kirkko um dos pontos turísticos mais visitados da cidade.
Helsínquia tem 44 hotéis com 6 838 quartos e 876 restaurantes.[carece de fontes?]

## Educação
Helsínquia tem aproximadamente 190 escolas primárias, 41 escolas secundárias e 15 institutos profissionais. A metade das 41 escolas secundárias são privadas ou de propriedade estatal, a outra metade pertence ao governo municipal. O ensino superior é dado em oito universidades (consulte a secção "Universidades", abaixo) e quatro politécnicos.

### Instituições de ensino superior

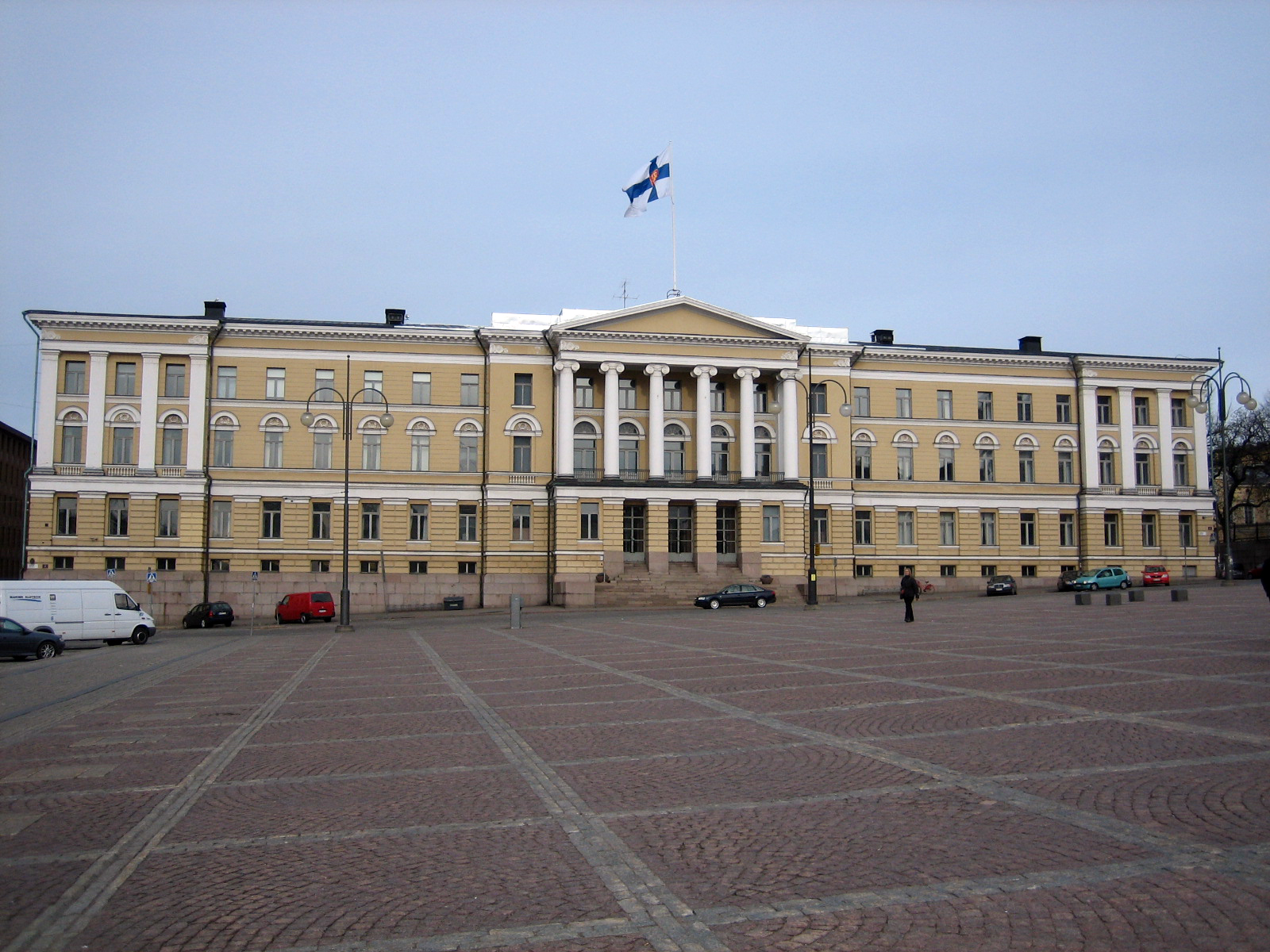
Universidade de Helsínquia.

A cidade conta com várias instituições de ensino superior.

Universidades
- Universidade de Helsínquia (finlandês: Helsingin yliopisto, sueco: Helsingfors universitet)
- Universidade Aalto (finlandês: Aalto-yliopisto, sueco: Aalto-universitetet)
- Universidade de Artes de Helsínquia (finlandês: Taideyliopisto, inglês: University of the Arts Helsinki)
- Escola Superior de Economia Hanken (inglês: Hanken School of Economics, sueco: Svenska handelshögskolan)
- Escola Superior de Defesa (finlandês: Maanpuolustuskorkeakoulu, sueco: Försvarshögskolan)

Politécnicos
- Universidade de Ciências Aplicadas Metropolia  (finlandês: Metropolia Ammattikorkeakoulu)
- Universidade de Ciências Aplicadas Diakonia (finlandês: Diakonia-ammattikorkeakoulu
- Universidade de Ciências Aplicadas de Haaga-Helia  (finlandês: Haaga-Helia ammattikorkeakoulu, sueco: Haaga-Helia yrkeshögskola)
- Universidade de Ciências Aplicadas Arcada  (sueco: Yrkeshögskolan Arcada)

## Cultura

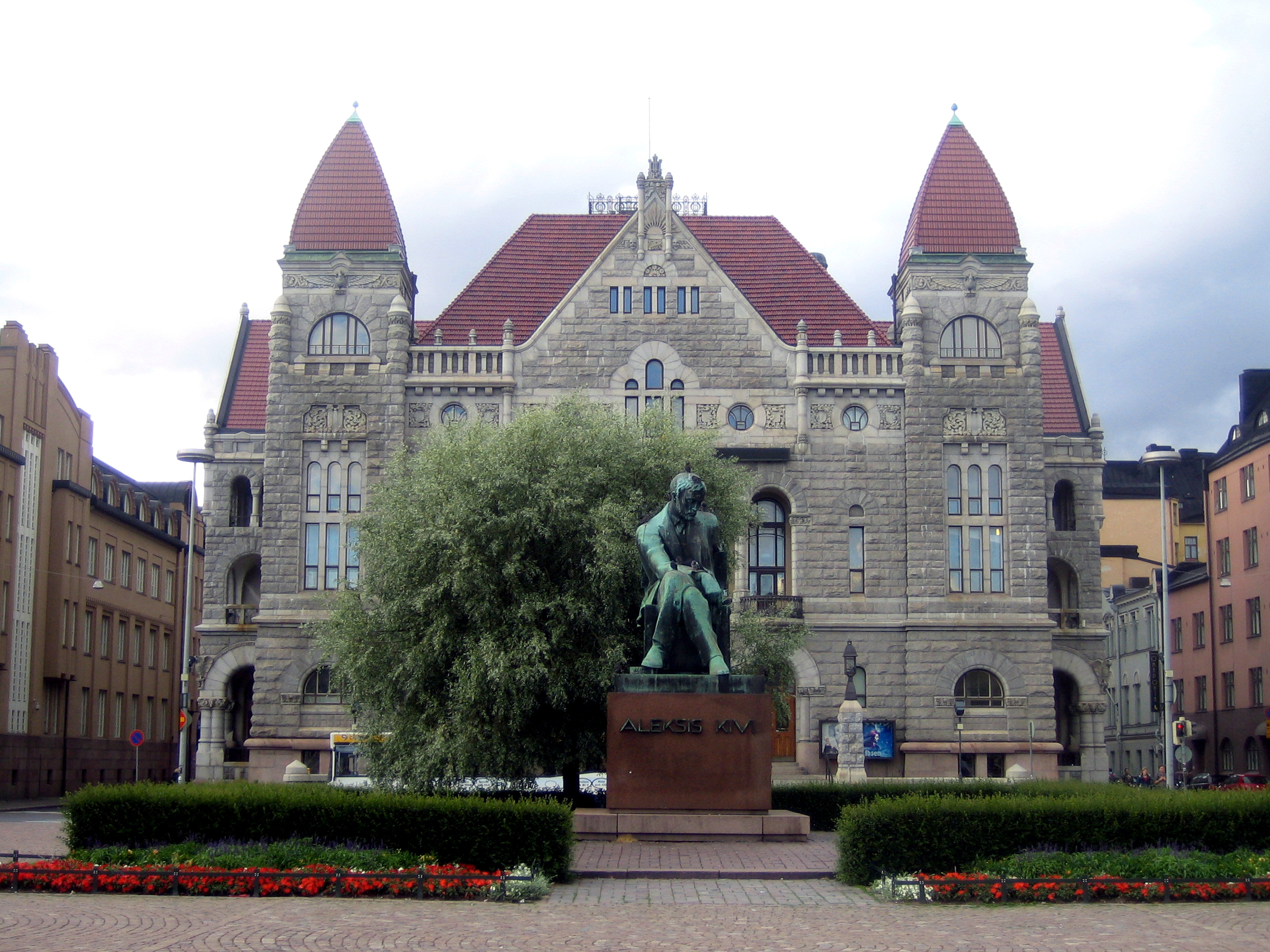
O Teatro Nacional Finlandês

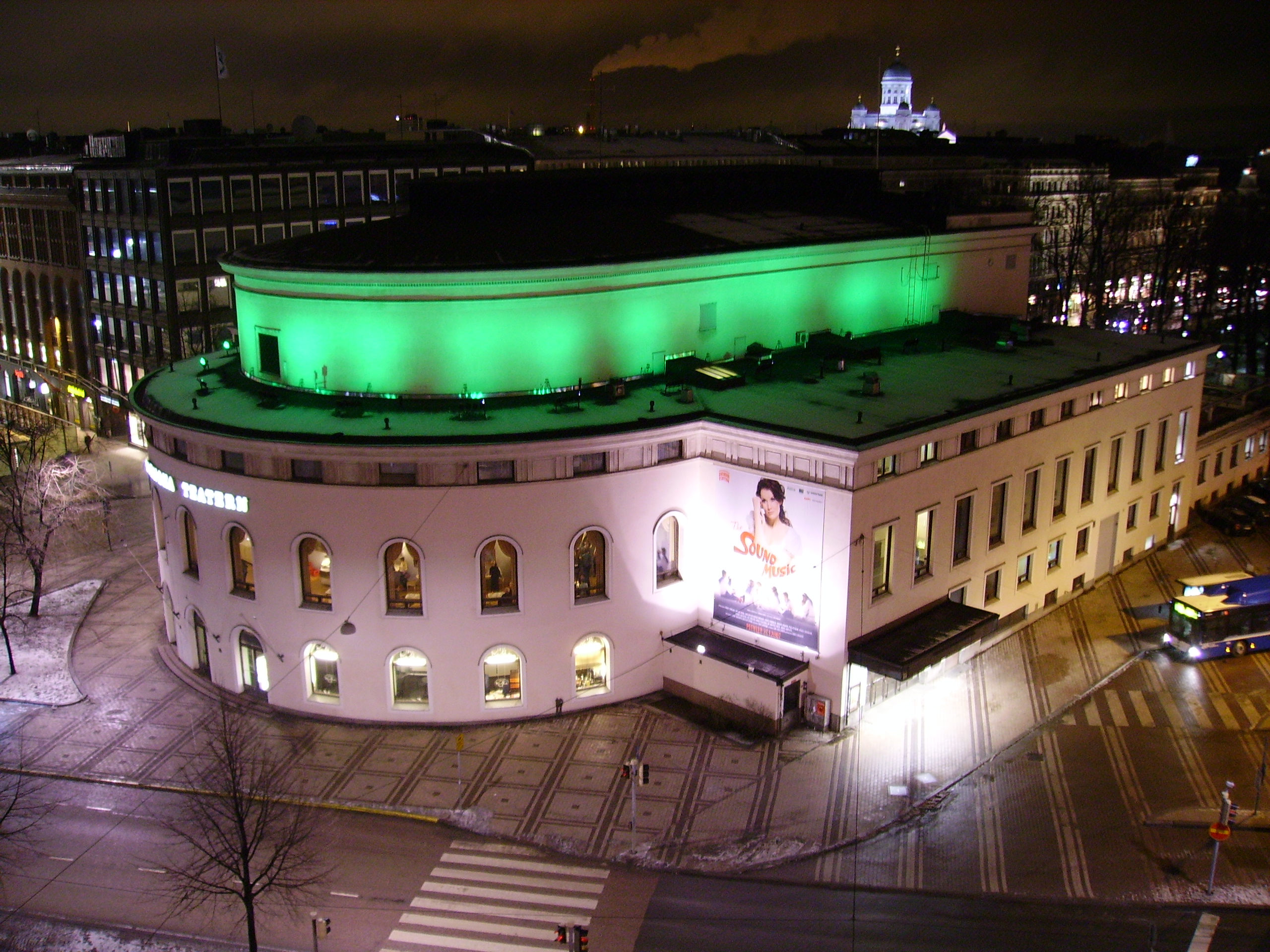
O Teatro Sueco à noite.

O maior museu histórico em Helsínquia é o Museu Nacional da Finlândia, que exibe uma vasta coleção histórica da pré-história ao século XXI. O museu possui um edifício estilo a um castelo medieval neo-romântico e é uma atração turística. Outro importante museu histórico na cidade é o Museu da Cidade de Helsínquia, que divulga aos visitantes a história de Helsínquia 500 anos antes da atualidade. A Universidade de Helsínquia também tem muitos museus importantes, incluindo o Museu Universitário e o Museu de História Natural.
A Galeria Nacional finlandesa é constituída por três museus: Museu de Arte Clássica Ateneum, Museu de Arte Clássica finlandesa e o Museu de Arte Clássica Europeu Sinebrychoff. Possui também museus pouco menos atrativos, como o Museu Kiasma e o Museu de Arte Moderna. O velho Ateneum, um palacete de estilo neo-renascentista construído e inaugurado no Século XIX, é um dos principais edifícios históricos da cidade, enquanto o Museu Kiasma é moderno e provavelmente o edifício mais meticuloso em Helsínquia.
Helsínquia tem três grandes teatros: O Teatro Nacional Finlandês , o Teatro da Cidade de Helsínquia e o Teatro Sueco. Os eventos de grande importância cultural, como a Ópera Nacional, geralmente são realizadas em Helsínquia ou outra grande cidade do país. A cidade é considerada um dos principais polos de música popular no Norte da Europa, muitos amplamente reconhecidas e aclamadas. Helsínquia também possui o maior centro de feiras do país.
No ano 2000 foi eleita Capital Europeia da Cultura, no momento da celebração do seu 450.º aniversário. 

### Património histórico, cultural e turístico
Como atracção turística destaca-se a Catedral de Helsínquia, luterana (1830–1852) de estilo neoclássico e a catedral ortodoxa russa de Uspenski (1868), desenhada por Alexander Gornostayev, de grande valor artístico. Também é digno de menção o conjunto neoclássico da Praça do Senado, na parte antiga da cidade.
A cidade dispõe de um património turístico e cultural, onde pode ser destacado:

- Fortaleza de Suomenlinna (finlandês: Suomenlinna, sueco: Sveaborg ; fortaleza marítima a 4 km a sudeste do centro da cidade; século XVIII)
- Museu Nacional da Finlândia (finlandês: Kansallismuseo, sueco: Nationalmuseum ; museu histórico nacional)
- Catedral de Helsínquia (finlandês: Helsingin tuomiokirkko ou Suurkirkko, sueco: Helsingfors domkyrka ou Storkyrkan ; catedral luterana no centro da cidade; século XIX)
- Catedral ortodoxa Uspenski (finlandês: Uspenskin katedraali, russo: Uspenskij sobor, sueco: Uspenskijkatedralen ; catedral ortodoxa russa perto do centro da cidade; século XIX)
- Ópera Nacional da Finlândia (finlandês: Suomen kansallisooppera ja -baletti, sueco: Finlands nationalopera och -balett ; casa nacional da ópera e do balé; século XIX)
- Auditório Finlândia (finlandês: Finlandia-talo, sueco:   Finlandiahuset   ; obra arquitetónica projetada pelo arquiteto finlandês Alvar Aalto; século XX)
- Praça do Senado (finlandês: Senaatintori, sueco: Senatstorget ; uma praça-esplanada, constituindo uma alegoria dos poderes político, religioso, científico e comercial no centro da capital finlandesa.)

### Arte
O Festival de Helsínquia é um festival anual de artes e cultura, que se realiza a cada ano (incluindo a Noite das Artes).
- Valon Voimat ("Forças da Luz") é um festival anual de artes realizado no inverno;
- Vappu "Vappu" é um carnaval anual para estudantes e trabalhadores;
- A arena de Helsínquia sediou o Festival Eurovisão de Jovens Dançarinos, em 1991 ;
- A cidade sediou o Festival Eurovisão da Canção em 2007 ;
- Na Praça do Senado em setembro / outubro de 2010, ocorreu a maior exposição de arte ao ar livre de sempre na Finlândia: Cerca de 1,4 milhão de pessoas viu a exposição internacional dos United Buddy Bears.

## Política

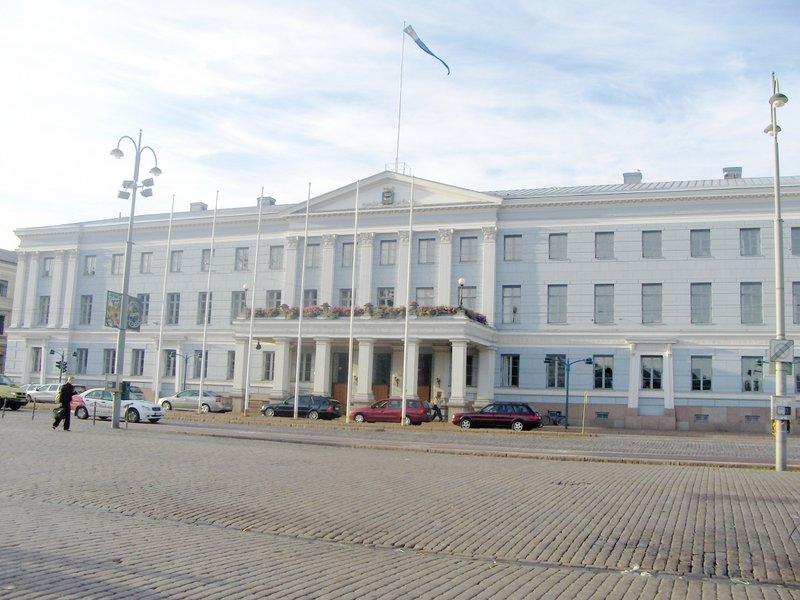
Câmara Municipal de Helsínquia.

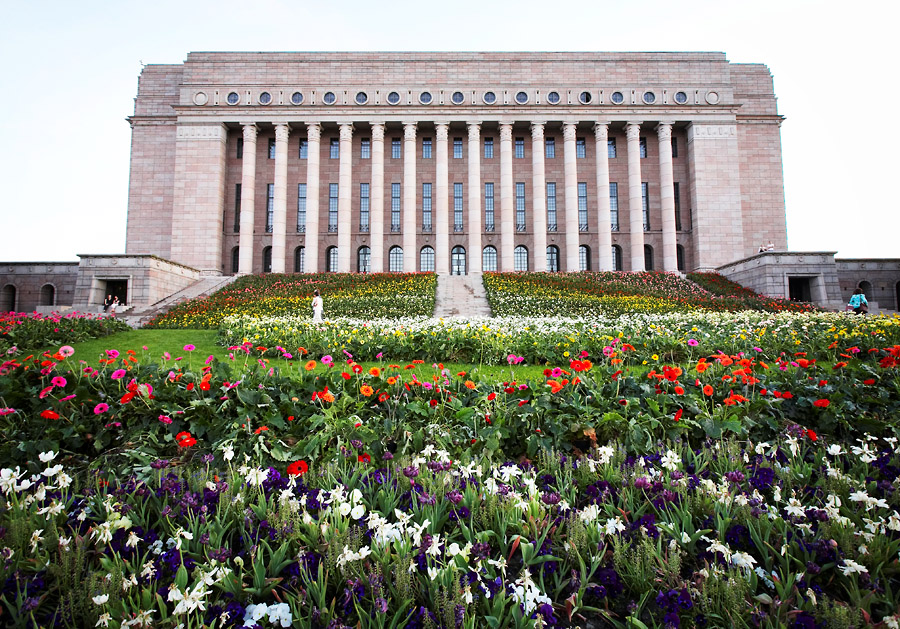
Parlamento da Finlândia.

Como em todos os municípios finlandeses, o conselho da cidade de Helsínquia, é o principal órgão de tomada de participação na política local, tratando de questões como o planejamento da cidade, escolas, saúde e transporte público. Os 85 membros do conselho são eleitos a cada quatro anos nas eleições municipais.
Tradicionalmente, os conservadores, o Partido de Coligação Nacional (Kokoomus) tem sido o maior partido na política de Helsínquia. Na eleição de 2000, a Liga Verde, ganhou a posição de segundo partido mais popular. Em 2004 o mais popular foi o SDP (Partido Social Democrata). Na eleição de 2008, a Liga Verde voltou a ser o segundo partido mais forte.
O Partido Central da Finlândia, apesar de ser um dos três maiores partidos na política nacional, só tem pouco apoio em Helsínquia, como acontece na maioria das outras grandes cidades.
| Partido                       | 2008 | 2004 | 2000 | 1996 |
| Partido da Coligação Nacional | 26   | 25   | 25   | 24   |
| Liga Verde                    | 21   | 17   | 21   | 16   |
| SDP                           | 16   | 21   | 18   | 21   |
| Aliança de Esquerda           | 7    | 8    | 7    | 6    |
| Partido do Povo Sueco         | 5    | 6    | 6    | 8    |
| Verdadeiros Finlandeses       | 4    | 1    | -    | -    |
| Partido Central               | 3    | 4    | 4    | 3    |
| Democratas Cristãos           | 2    | 2    | 3    | 2    |
| Partido Comunista             | 1    | 1    | 0    | 0    |
| Independentes                 | 0    | 0    | 1    | 0    |

| Prefeito            | Mandato                  | Partido Político              |
| ------------------- | ------------------------ | ----------------------------- |
| Arthur Castrén      | 1921–1930                |                               |
| Antti Tulenheimo    | 1931–1944                | Partido da Coligação Nacional |
| Eero Rydman         | 1944–1956                | Edistyspuolue                 |
| Lauri Aho           | 1956–1968                | Partido da Coligação Nacional |
| Teuvo Aura          | 1968–1979                | Vapaamielisten Liitto         |
| Raimo Ilaskivi      | 1979–1991                | Partido da Coligação Nacional |
| Kari Rahkamo        | 1991–1996                | Partido da Coligação Nacional |
| Eva-Riitta Siitonen | 1996–31 de maio 2005     | Partido da Coligação Nacional |
| Jussi Pajunen       | Desde 1 de junho de 2005 | Partido da Coligação Nacional |

## Transporte

### Estradas

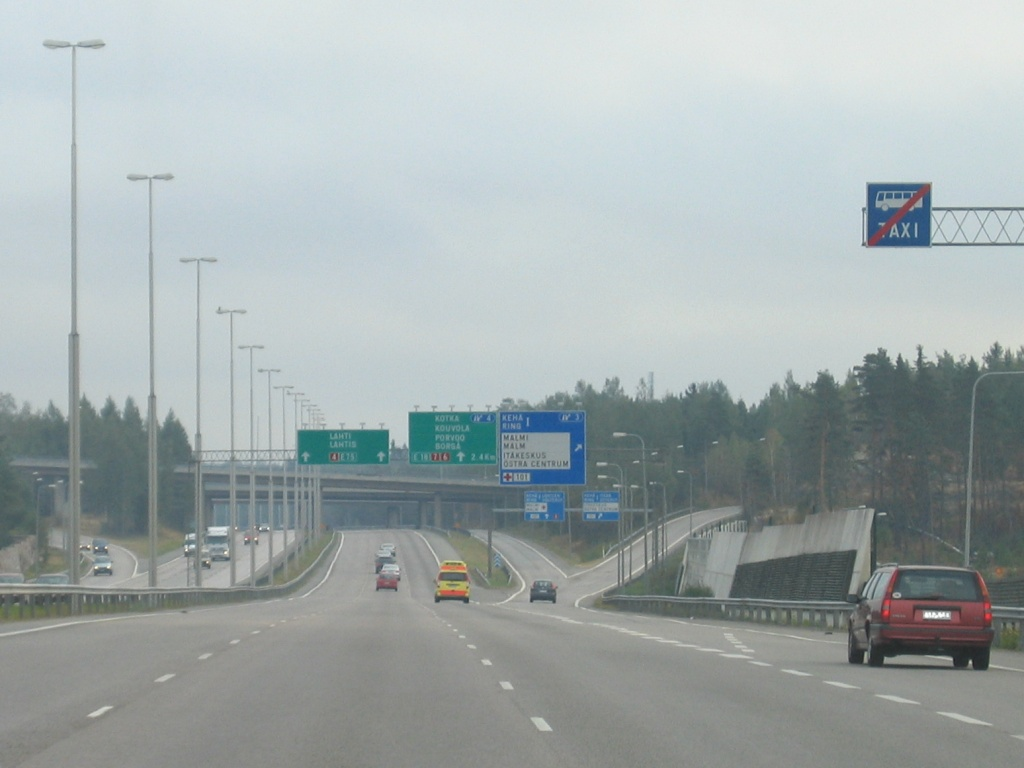
Auto Estrada 4.

Helsínquia tem várias estradas. As mais conhecidas são: Kehä I, Kehä II e Kehä III. Da área central da cidade em direção ao leste e oeste, encontramos estradas importantes como a Itäväylä e a Länsiväylä. A partir da área central da cidade em direção ao norte, existem várias rotas. Existe uma proposta de construção de um túnel sob a área central de Helsínquia. O centro da cidade possui um parque de estacionamento subterrâneo bem popular.
Helsínquia tem cerca de 390 automóveis por 1 000 habitantes. Isto é menos do que em cidades de densidade semelhante, por exemplo, Bruxelas, capital da Bélgica, que possui 483 automóveis por 1 000 habitantes, Estocolmo, capital da Suécia, que possui 401 automóveis para 1 000 habitantes e Oslo, na Noruega que possui 413 automóveis para a mesma quantidade de habitantes.

### Transporte ferroviário e metropolitano

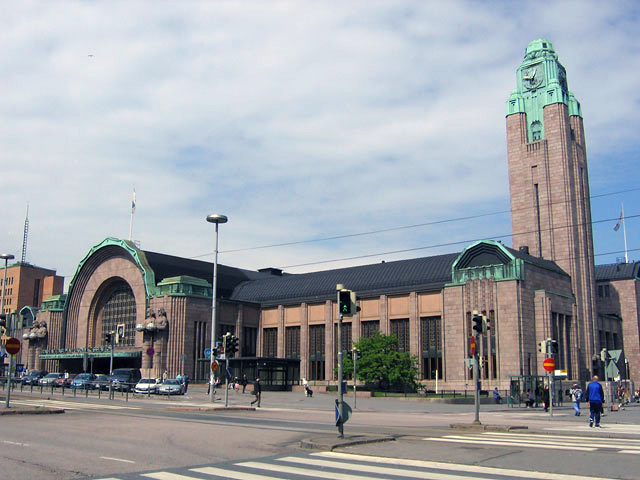
Estação Ferroviária de Helsínquia.

O transporte público é geralmente muito debatido na política local da cidade. O sistema de transporte público diversificado é composto por bondes, ferrovias, metrô e ônibus. A região metropolitana de Helsínquia possui um Conselho de Transportes.
Hoje, Helsínquia é a única cidade na Finlândia a possuir comboios elétricos e metrô. Os bondes também são utilizados em outras duas cidades do país: Turku e Viipuri. Porém, com o passar dos anos, essas duas cidades tem utilizado cada vez mais o ônibus, ao contrário de Helsínquia, onde os bondes possuem uma grande utilização pública. O Metrô de Helsínquia, inaugurado no ano de 1982, é até agora o único sistema de metrô na Finlândia. Em 2006, foi aprovado a construção de um longo sistema de extensão do metrô para a região oeste da cidade, em direção à cidade de Espoo.

### Aviação
O tráfego aéreo é feito principalmente a partir do Aeroporto Internacional de Helsínquia-Vantaa, localizado a cerca de 19 quilómetros (12 milhas) ao norte da área do centro de Helsínquia, na cidade vizinha de Vantaa. O aeroporto oferece voos regulares para muitas cidades importantes da Europa, Ásia e América do Norte. Helsínquia também possui o aeroporto Malmi, que é utilizado principalmente para a aviação privada.

## Desporto

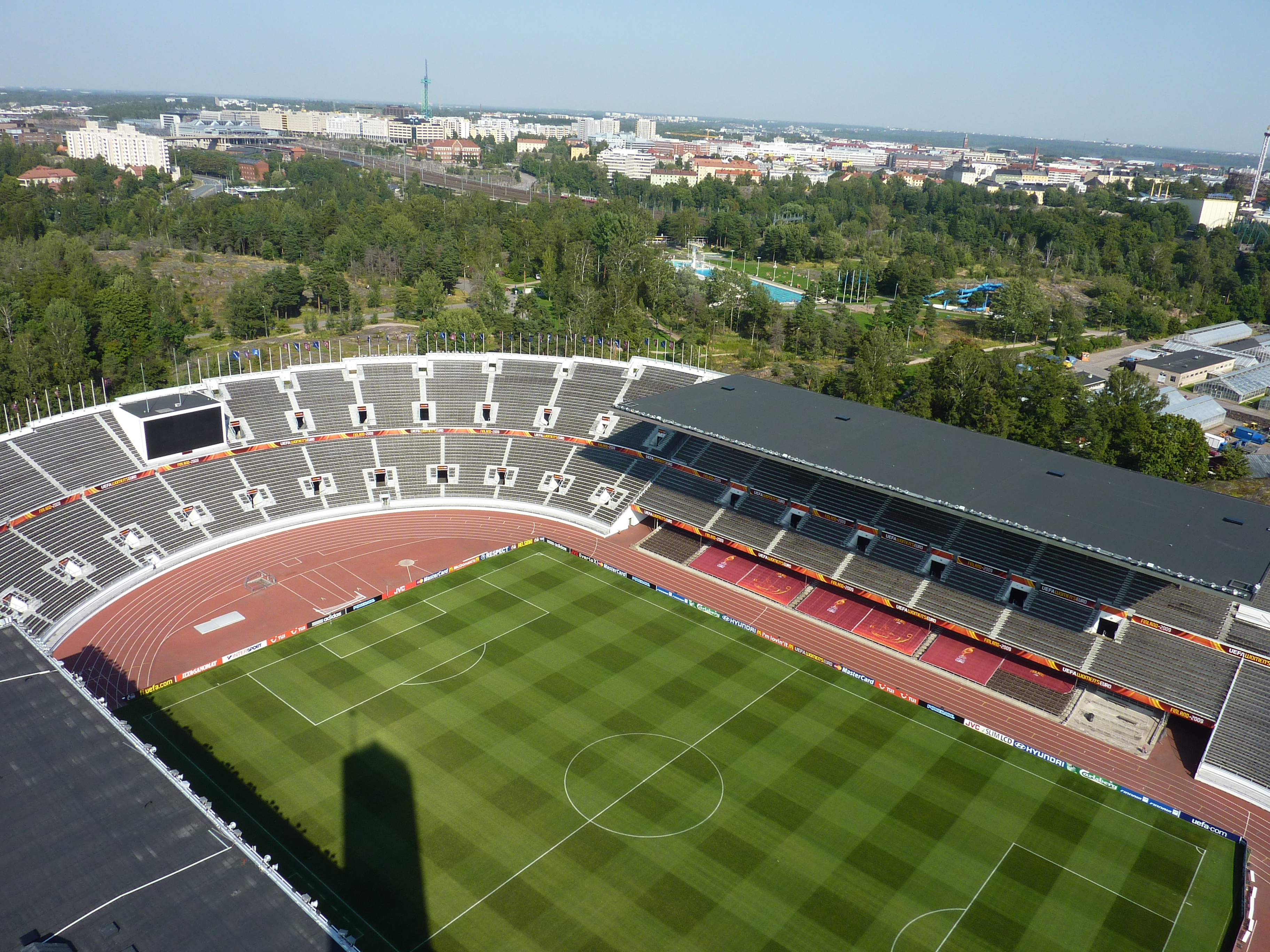
Estádio Olímpico de Helsínquia.

O maior evento esportivo regular em Helsínquia é o chamado Helsinki Cup onde crianças e jovens praticam o futebol. O evento é organizado desde 1976. Outro evento que atrai anualmente cerca de 6 000 participantes, também um dos maiores da Finlândia, é a Maratona da Cidade de Helsínquia. A maratona é realizada em agosto e segue a rota do litoral da cidade.
Foi organizada uma série de importantes eventos desportivos a nível internacional em Helsínquia. 
Em 1952 a cidade acolheu os Jogos Olímpicos de Verão, o que reforçou a importância de Helsínquia no panorama desportivo mundial.                           
O Campeonato Mundial de Atletismo foi realizada em 1983 e em 2005.
Em 1983 e em 2005 recebeu o Campeonato Mundial de Atletismo.

O Campeonato Europeu de atletismo foi realizado na cidade nos anos de 1971 e 1994. Campeonatos Mundiais do hóquei no gelo foram suspensos na cidade nos anos 1974, 1982, 1991, 1997 e 2003.
A cidade é sede dos clubes de futebol HJK e IF Gnistan, assim como dos clubes de hóquei no gelo HIFK Hockey e Jokerit. 

- HJK Helsinki, um dos principais clubes de futebol na Finlândia;
- HIFK Hockey, a equipe de hóquei sobre o gelo mais antigo da Finlândia (fundado em 1897);
- Jokerit, um dos mais populares clubes de hóquei sobre o gelo do país.

## Nativos notáveis
- Aapo Kyrölä (1979) — Criador do maior jogo on-line do mundo não violento Habbo Hotel
- Michael Monroe (1962) — Vocalista da banda glam rock Hanoi Rocks
- Adolf Erik Nordenskiöld (1832–1901) — Científico
- Helene Schjerfbeck (1862–1946) — Pintor
- Artturi Ilmari Virtanen (1895–1973) — Prémio Nobel da Química de 1945
- Paavo Nurmi (1897–1973) — Atleta finlandês ganhador de 9 medalhas de ouro e 3 de prata nos Jogos Olímpicos de 1920, Jogos Olímpicos de 1924 e Jogos Olímpicos de 1928.
- Ragnar Granit (1900–1991) — Premio Nobel de Fisología o Medicina
- Mika Waltari (1908–1979) — Escritor
- Tarja Halonen (1943– ) — Presidente da República da Finlândia (2000–2012)
- Aki Kaurismaki (1957– ) — Cineasta reconhecido internacionalmente
- Esa-Pekka Salonen (1958– ) — Director de orquestra e compositor
- Linus Torvalds (1969– ) — Programador criador da Linux
- Ville Valo (1976– ) — Vocalista e líder da banda HIM
- Lauri Ylönen (1979– ) — Vocalista e líder da banda The Rasmus
- Kimi Räikkönen (1979– ) — Piloto de Fórmula 1 Ferrari
- Eicca Toppinen (1975– ) — Violoncelista líder da banda Apocalyptica
- Jari Mäenpää (1977– ) — Compositor, guitarrista, e vocalista da Ensiferum. Fundador e atual líder de Wintersun.
- Jyrki Linnankivi (Jyrki 69) (1968) — Vocalista da banda The 69 Eyes
- Jonne Aaron (1983– ) — Vocalista e líder da banda Negative
- Kärtsy Hatakka (1967– ) — Vocalista e líder da banda Waltari
- Joalin Loukamaa (2001– ) — Integrante dançarina do grupo pop global Now United